# Еъруей Хайтс
Еъруей Хайтс (на английски: Airway Heights) е град в окръг Споукан, щата Вашингтон, САЩ. Еъруей Хайтс е с население от 4500 жители (2000) и обща площ от 12,6 km². Намира се на 731 m надморска височина. ЗИП кодът му е 99001, а телефонният му код е 509.